# Чахвата
Чахвата (груз. ჭახვათა) — село в Грузии, на территории Озургетского муниципалитета края (мхаре) Гурия.

## География
Село находится в западной части Грузии, на правом берегу реки Чахваты, на расстоянии приблизительно 10 километров (по прямой) к западу от города Озургети, административного центра муниципалитета. Абсолютная высота — 36 метров над уровнем моря.

## Население
По результатам официальной переписи населения 2014 года, в Чахвате проживало 85 человек (47 мужчин и 38 женщин). В национальной структуре населения грузины составляли 100 %.
| Год  | Население, человек |
| ---- | ------------------ |
| 2002 | 71                 |
| 2014 | ↗ 85               |